# Zuzgen

Photo aérienne prise à 3000 m par Walter Mittelholzer (1923).

Zuzgen est une commune suisse du canton d'Argovie, située dans le district de Rheinfelden.